# シトロエン・ヴィザ
ヴィザ（Visa ）は、フランスの自動車メーカー・シトロエンが1978年から1988年まで生産した小型大衆車で、シトロエン・2CVをベースとしたため旧態化が目立っていたディアーヌとアミに代わる同社の主力商品として開発された。

## 概要
1974年にシトロエンがプジョーの傘下に入り、PSA・プジョーシトロエンとなって最初に新規開発された乗用車で、前身モデルの一つであるシトロエン・LN同様、プジョー・104の機構をベースとしているが、豚の鼻を思わせるユニークなフロントグリルや、サテライトスイッチを持つダッシュボードなど、シトロエンらしいユニークな内外装デザインが与えられていた。
1978年に登場した当初のラインナップは、2CV以来伝統の空冷水平対向エンジン（652ccまで拡大）を積む「スペシャル」と「クラブ」、プジョー製オールアルミニウム合金1,124cc水冷直列4気筒エンジン（X型）を積む「シュペール」の3種であった。水冷モデルは設計年次の古い空冷652cc版と同水準の経済性を保ちながら遥かにパワフルかつ静粛であり、なによりもヒーターの効きが良かったため1,219cc、1,360cc、954ccの各水冷モデルが次々に追加され、シリーズの中心となった。また1984年にはプジョーが伝統的に得意とした　1,769cc（XUD型）ディーゼルエンジン搭載車も追加された。
1982年には大規模なマイナーチェンジが行われ、空冷モデルは姿を消し、特徴的だったが万人受けしなかったフロント周りはごく平凡ながら常識的なデザインに改められた。ダッシュボードのサテライトスイッチは維持されたが、1985年にはそれも常識的なものに換えられた。
ヴィザのサスペンションはもはや前後輪関連式ではなかったが、依然として極めて長いストロークを持ち、ダンピングの利いた良好な乗り心地と、コーナリング時の大きなロールを受け継いでいた。また、直進性が高く、車体も空力特性に優れ、高速巡航能力が高いことは、兄貴分のGSをはじめとする歴代モデルと同様の美点であった。反面、不十分な車体の防錆対策、プラスチックが多用されて質感の低い内装、クラッチ交換にもエンジン脱着が必要な整備性の悪さなどが欠点とされた。
フォルクスワーゲン・ゴルフGTIの成功に刺激されて、この頃からフランス車にも高性能モデルが用意されるようになった。ヴィザにもマイナーチェンジ以降、1,400cc80馬力の「GT」（日本にも西武自動車販売によって輸入された）、ツインキャブ93馬力の「クロノ」（Chrono ）、ラリー仕様のパートタイム4WDの「ミルピスト」（Mille Pistes ）が追加された。1985年にはプジョー・205 GTIと共通の1,588cc105 - 115馬力エンジンを搭載した「1.6 GTi」も追加されたが、ピニンファリーナ・デザインのスマートな3ドアハッチバックスタイルで成功作となった205GTIのような商業的成功は得られなかった。BXの1,360ccエンジンを搭載した上級版「14 TRS」も存在したが、BXとの価格差は小さく、人々はより大きく、設計の新しいBXを選んだ。
1988年、シトロエン・AXに後を譲り、生産終了となる。

## 派生モデル

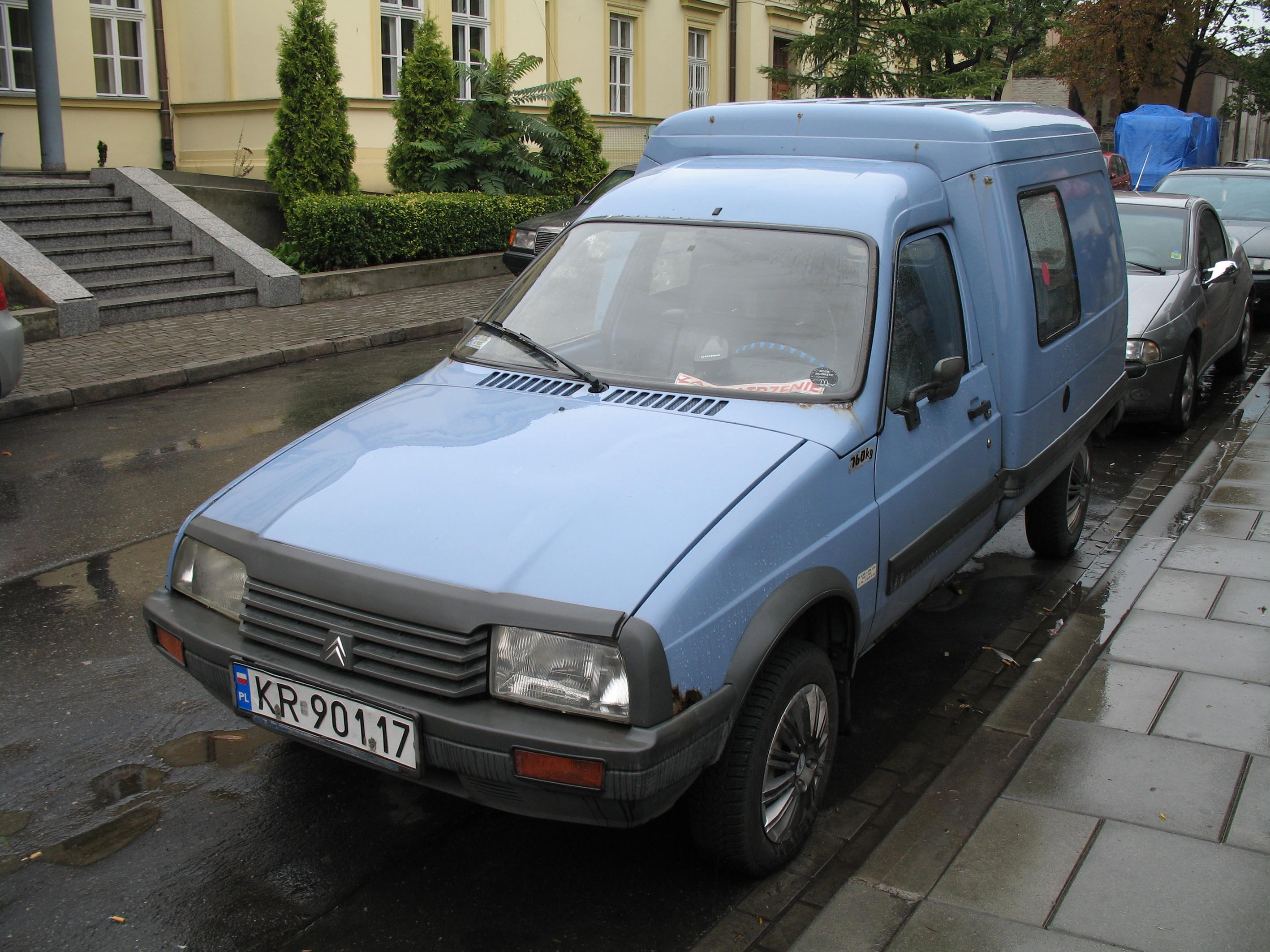
シトロエン・C15

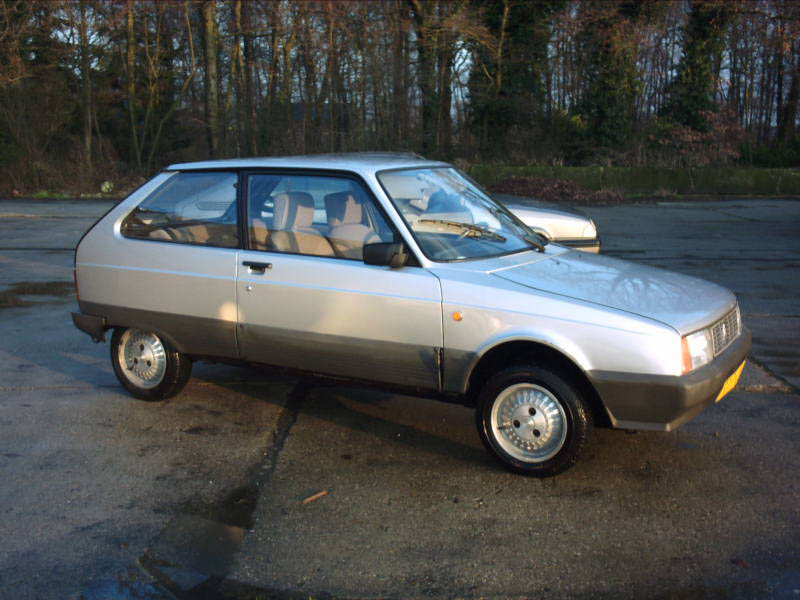
シトロエン・アクセル

- シトロエン・C15（Citroën C15 ） - 1984年10月に登場したヴィザをベースとした570kg積のフルゴネット型商用車。1,124cc47馬力のガソリンエンジンを積むC15E（E はエッセンス = ガソリン）と、1,769cc60馬力のディーゼルエンジン（XUD7 型）を積むC15Dが設定され、ディーゼルは後に1,905cc（XUD9型）に変更された。荷重負担が大きくなったリアサスペンションは BX のそれの流用で、前後方向に水平近くまで寝かされたダンパーにより、荷室の床は低く平らで、広々としている。ヴィザと比べてもC15のセールスは好調と言えるもので、PSAに多くの利益をもたらすヒット作となる。本国での生産が終わった後もポルトガルのMangualdeやスペインのビーゴで2005年まで21年間にわたり生産され、累計台数は118万1471台となっている。
- シトロエン・オルトシト - 1978年から1996年までルーマニアで生産された、ヴィザの3ドア版そっくりな外観のモデル。実際にはフィアットとの提携時代の1970年代前半に開発が進められていたが、プジョーとの合併でプジョー・104ベースでヴィザを開発することになったため、一旦お蔵入りになっていたモデルを生産化したもの。エンジンはGSと同じ空冷水平対向4気筒で、部品についてもヴィザや104との互換性はほとんどない。1985年 - 1990年までシトロエン・アクセルとして西ヨーロッパ各国でも販売されたが、品質が低く、低価格であったにもかかわらず成功しなかった。